# Histoire & Sociétés rurales
Pour les articles homonymes, voir HSR.
Histoire & Sociétés rurales (abrégée en HSR) est une revue scientifique française semestrielle créée en 1994 et consacrée à l'étude des sociétés rurales dans l'Histoire. Placée sous le patronage de Georges Duby, elle est publiée par l'Association d'histoire des sociétés rurales, dont le siège se trouve à la Maison de la Recherche en Sciences Humaines de Caen, et avec la collaboration de plusieurs centres de recherche, dont le CNRS.
Histoire & Sociétés rurales est une revue à comité de lecture. Elle publie des articles universitaires ainsi que des comptes rendus de lectures d'ouvrages. Elle est diffusée sur support papier, et depuis 2001 sur internet par l'intermédiaire du portail Cairn où une barrière d'un an restreint la consultation des deux volumes les plus récents. En janvier 2022, les livraisons correspondant à la période 1994-2000 sont ajoutées sur le portail Persée.